# The Kick Inside
The Kick Inside es el álbum debut de la cantante y compositora inglesa Kate Bush. Fue lanzado el 17 de febrero de 1978 e incluye su éxito número uno en Reino Unido, "Wuthering Heights". El álbum alcanzó el número tres en los Charts de Reino Unido y ha sido certificado Platino por la Industria Fonográfica Británica. La producción del álbum incluyó esfuerzos por varios veteranos del rock progresivo, incluyendo Duncan Mackay, Ian Bairnson, David Paton, Andrew Powell, Stuart Elliott de The Alan Parsons Project, y David Gilmour de Pink Floyd.

## Antecedentes y grabación
The Kick Inside fue lanzado cuando Bush tenía 19 años. Ya entonces había escrito algunas de las canciones cuándo tenía sólo 13. El álbum abre con 20 segundos de cantos de ballenas, los cuales introducen a la primera canción, "Moving", inspirada en su profesor de baile Lindsay Kemp.
Sus influencias cinemáticas y literarias, dos cualidades consideradas sus marcas personales, son más obvias en la canción "[./https://en.wikipedia.org/wiki/Wuthering_Heights_(song) Wuthering Heights]", el primer sencillo del álbum. La canción no fue inicialmente inspirada en la novela homónima de [./https://en.wikipedia.org/wiki/Emily_Bront%C3%AB Emily Brontë] sino por la adaptación televisiva de la misma, a pesar de esto Bush había leído la novela más tarde para (en sus palabras propias palabras) ''tener todos los hechos correctamente". Mas influencias pueden ser encontradas cuando se hace referencia a Gurdjieff en "[./https://en.wikipedia.org/wiki/Them_Heavy_People Them Heavy People]". Mientras que la canción que da titulo al álbum hace alusión a la balada de [./https://en.wikipedia.org/wiki/Lizie_Wan Lizie Wan]. Bush también escribe abiertamente sobre sexualidad, particularmente en la erótica "Feel It" y "L'Amour Looks Something Like You". "[./https://en.wikipedia.org/wiki/Strange_Phenomena_(song) Strange Phenomena]" cuestiona coincidencias inusuales, premoniciones, y déjà vus.
"Wuthering Heights" fue número uno en Reino Unido, marcando así la primera vez que una cantautora mujer logra esta posición. Originalmente EMI quería que la más rock-orientada "James and the Cold Gun" fuera el primer sencillo del álbum, sin embargo Bush insistió en que esta debía ser "Wuthering Heights". Incluso en esta etapa temprana de su carrera, Bush había ganado una reputación por su determinación a tener la última palabra en las decisiones que afectan su carrera.
El segundo sencillo del álbum, "The Man with the Child in His Eyes", alcanzó el número seis en el Reino Unido. Otros tres sencillos fueron lanzados por el mundo durante los siguientes dos años: "Them Heavy People", "Moving" ( el cual logró el número uno en Japón) y "Strange Phenomena". "The Man with the Child in His Eyes" también consiguió colocarse en la lista estadounidense Billboard Hot 100, y fue el único sencillo de Bush en hacerlo hasta 1985. Su posición más alta en la lista fue 85. Bush hizo una aparición en [./https://en.wikipedia.org/wiki/Saturday_Night_Live Saturday Night Live] en diciembre de 1978. A pesar de esta promoción, The Kick Inside falló en entrar al Top 200 albums de Billboard en Estados Unidos. 
Como parte de su preparación para entrar al estudio de grabación, Bush realizó conciertos en tabernas junto a la KT Bush Band, apoyada por su hermano Paddy Bush y amigos cercanos. Aun así, para la grabación del álbum, fue persuadida de utilizar músicos profesionales, algunos de los cuales retendría incluso después de haber traído a sus compañeros de banda de vuelta.
Paddy Bush fue el único miembro de la KT Bush Band en tocar en el álbum. A diferencia de futuras contribuciones en la discografía de Kate, donde tocaría instrumentos tan exóticos como el Balalaica y el Didyeridú, aquí se encargó de la Armónica y la Mandolina. Stuart Elliot por su parte tocó algunas de las percusiones y eventualmente se convertiría en el principal percusionista de Kate en álbumes subsiguientes, junto al baterista Charlie Morgan. Preston Heyman también fue acreditado en batería aunque mayoritariamente actuó en el tour de 1979.
El álbum fue producido por Andrew Powell,asociado y amigo de David Gilmour .

## Lanzamiento
Se conocen seis variantes diferentes de la portada del álbum: la portada principal de Reino Unido, una variante de la portada de Reino Unido, la portada de EE.UU, la cubierta Canadiense, la portada Yugoslava, la portada Japonesa, y la portada Uruguaya, esta última siendo la de más valor por su rara fotografía que muestra a Bush de frente a la cámara.

## Recepción
Según Billboard en 1978 el álbum fue certificado oro en Inglaterra y Nueva Zelanda y platino en Australia y en Países Bajos.

## Lista de Canciones
Todas las canciones escritas por Kate Bush.

Todas las canciones escritas y compuestas por Kate Bush. 
| Side one |                                      |          |  |
| N.º      | Título                               | Duración |  |
| 1.       | «Moving»                             | 3:01     |  |
| 2.       | «The Saxophone Song»                 | 3:51     |  |
| 3.       | «Strange Phenomena»                  | 2:57     |  |
| 4.       | «Kite»                               | 2:56     |  |
| 5.       | «The Man with the Child in His Eyes» | 2:39     |  |
| 6.       | «Wuthering Heights»                  | 4:28     |  |

| Side two |                                    |          |  |
| N.º      | Título                             | Duración |  |
| 7.       | «James and the Cold Gun»           | 3:34     |  |
| 8.       | «Feel It»                          | 3:02     |  |
| 9.       | «Oh to Be in Love»                 | 3:18     |  |
| 10.      | «L'Amour Looks Something Like You» | 2:27     |  |
| 11.      | «Them Heavy People»                | 3:04     |  |
| 12.      | «Room for the Life»                | 4:03     |  |
| 13.      | «The Kick Inside»                  | 3:30     |  |

## Personal
- Kate Bush: piano, voz principal, coros
- Andrew Powell: arreglos, teclados (2), piano, piano eléctrico Fender Rhodes (3), bajo eléctrico, celesta (6), sintetizador (9), botellas de cerveza (12)
- Duncan Mackay: piano, Fender Rhodes (1, 10), sintetizador (3), órgano Hammond (4, 6, 7), clavinet (4)
- Ian Bairnson: guitarra eléctrica, guitarra acústica (excepto 2), coros (9), botellas de cerveza (12)
- David Paton: bajo eléctrico (1, 3, 4, 7, 9@–12), guitarra acústica (6, 9), coros (9)
- Stuart Elliott: Batería (excepto 2, 5, 13), percusión (9, 12)
- Alan Skidmore: saxófono tenor (2)
- Paul Keogh: guitarra eléctrica, guitarra acústica (2)
- Alan Parker: guitarra acústica (2)
- Bruce Lynch: Bajo eléctrico (2)
- Barry de Souza: Batería (2)
- Morris Pert: Percusión (3, 4, 6), boobam (12)
- Paddy Bush: Mandolina (9), Coros (11)
- David Katz: Dirección orquestal (para una orquesta desconocida de todas las pistas, excepto 4, 5, 7, 8, 12)

## Producción
- Andrew Powell: Productor
- David Gilmour: Productor ejecutivo (2, 5)
- Jon Kelly: Ingeniero de grabación
- Jon Paredes: ingeniero ayudante
- Wally Traugott: masterización